# Rendez-vous à minuit
Pour plus de détails, voir Fiche technique et Distribution.
Rendez-vous à minuit (It All Came True) est un film américain réalisé par Lewis Seiler, sorti en 1940.

## Synopsis
Chips Maguire, propriétaire véreux d'une boite de nuit, après avoir tué un informateur de la police, exerce un chantage sur son pianiste, Tommy Taylor. Il parvient ainsi à se planquer dans la pension de famille tenue par Nora Taylor, mère du pianiste.

## Fiche technique
- Titre : Rendez-vous à minuit
- Titre original : It All Came True
- Réalisation : Lewis Seiler
- Scénario : Michael Fessier, Lawrence Kimble et Delmer Daves (non crédité), d'après l'histoire courte Better Than Life de Louis Bromfield
- Musique : Heinz Roemheld (non crédité)
- Directeur de la photographie : Ernest Haller
- Effets spéciaux : Edwin B. DuPar et Byron Haskin (non crédités)
- Montage : Thomas Richards
- Directeur artistique : Max Parker
- Costumes féminins : Howard Shoup
- Producteur : Mark Hellinger
- Société de production et de distribution : Warner Bros.
- Genre : Film musical, comédie dramatique, romance, film de gangsters
- Durée : 97 minutes
- Dates de sortie :
  - États-Unis : 6 avril 1940
  - France : 30 octobre 1946

## Distribution
- Ann Sheridan : Sarah Jane Ryan
- Jeffrey Lynn : Tommy Taylor

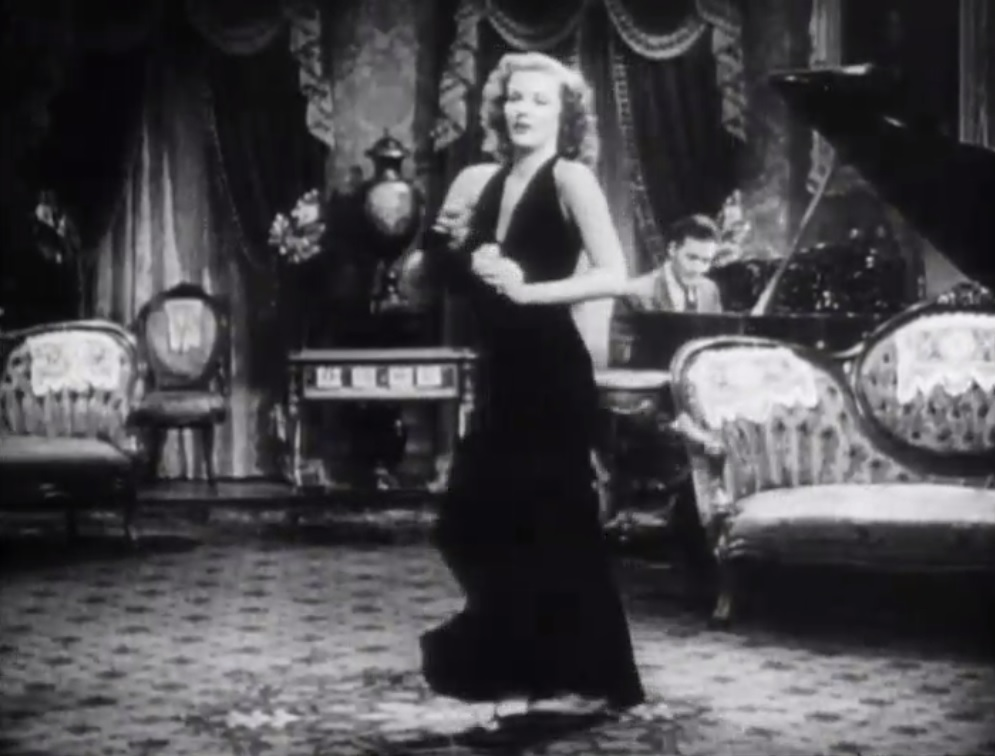
Ann Sheridan et Jeffrey Lynn

- Humphrey Bogart : Chips Maguire alias Grasselli
- ZaSu Pitts : Mlle Flint
- Una O'Connor : Maggie Ryan
- Jessie Busley : Nora Taylor
- John Litel : « Doc » Roberts
- Grant Mitchell : René Salmon
- Felix Bressart : Le Grand Boldini
- Charles Judels : Henri Pepi de Bordeaux
- Brandon Tynan : M. Van Diver
- Howard Hickman : M. Prendergast
- Herbert Vigran : Monks

Acteurs non crédités
- James Flavin : le portier du Roaring 90's Club
- Bess Flowers : une spectatrice à l'audience
- Edward Gargan : un sergent de police